# Deszczowy lipiec
Deszczowy lipiec – polski film obyczajowy z 1957 roku.
Plenery: Zakopane.

## Główne role
- Urszula Modrzyńska – Anna
- Ryszard Barycz – Andrzej Nowicki
- Jan Kurnakowicz – Tadeusz Kawka
- Andrzej Szczepkowski – Wacek
- Barbara Krafftówna – Zofia Karpińska
- Marta Stebnicka – Halina Porębska
- Kazimierz Wilamowski – Stanisław Porębski
- Olga Bielska – Iwona